# Morotói repülőtér
A Morotói repülőtér (ICAO: HUMO) egy ugandai repülőtér, amely Moroto városánál található. Ez egyike az Ugandai Polgári Légiközlekedési Hatóság által kezelt tizenkét repülőtérnek.
A jól jelzett kifutópálya a Pader Palwo-Moroto úttól délre, Morotótól 8 kilométerre nyugatra található.

## Fordítás
Ez a szócikk részben vagy egészben  a   Moroto Airport című angol Wikipédia-szócikk ezen változatának fordításán alapul.  Az eredeti cikk szerkesztőit annak laptörténete sorolja fel. Ez a jelzés csupán a megfogalmazás eredetét és a szerzői jogokat jelzi, nem szolgál a cikkben szereplő információk forrásmegjelöléseként.